# Khammam (distrikt)
Khammam ( telugu: ఖమ్మం జిల్లా, hindi: >खम्मम जिले, urdu: کھمم ضلع) er et distrikt i den indiske delstat Telangana. Distriktets hovedstad er Khammam. 

## Demografi
Ved folketællingen i 2011 var der 2.798.214 indbyggere i distriktet, mod 2,578,927 i 2001. Den urbane befolkningen udgør 23,43 % af befolkningen.
Børn i alderen 0 til 6 år udgjorde 9,56 % i 2011 mod 13,58 % i 2001. Antallet af piger i den alder pr. tusinde drenge er 958 i 2011 mod 971 i 2001. 

## Inddelinger

### Mandaler
I Telangana er mandal det tredje administrative niveau, under staten og distrikterne. Khammam distrikt har 37 mandaler.
- Aswapuram
- Aswaraopeta
- Bayyaram
- Bhadrachalam
- Bonakal
- Burgampadu
- Chandrugonda
- Chintakani
- Cherla
- Dammapeta
- Dummugudem
- Enkoor
- Julurpadu
- Garla
- Gundala
- Kalluru
- Kamepalli
- Khammam (Urban)
- Khammam (Rural)
- Kusumanchi
- Konijerla
- Kothagudem
- Madhira
- Manuguru
- Mudigonda
- Mulakalapalli
- Nelakondapalli
- Paloncha
- Penuballi
- Pinapaka
- Sathupalli
- Singareni
- Tallada
- Tekulapalli
- Tirumalayapalem
- Vemsoor
- Venkatapuram
- Wazedu
- Wyra
- Yellandu
- Yerrupalem